# Spaelotis obscura
Spaelotis obscura là một loài bướm đêm trong họ Noctuidae.